# Олга (Флорида)
Олга (англ. Olga) — переписна місцевість (CDP) в США, в окрузі Лі штату Флорида. Населення — 2270 осіб (2020).

## Географія
Олга розташована за координатами 26°42′37″ пн. ш. 81°41′33″ зх. д. / 26.71028° пн. ш. 81.69250° зх. д. (26.710352, -81.692537).  За даними Бюро перепису населення США в 2010 році переписна місцевість мала площу 11,43 км², з яких 10,91 км² — суходіл та 0,51 км² — водойми.

## Демографія
Згідно з переписом 2010 року, у переписній місцевості мешкали 1952 особи в 746 домогосподарствах у складі 543 родин. Густота населення становила 171 особа/км².  Було 879 помешкань (77/км²).
Расовий склад населення:
| - 86,3 % — білих - 5,0 % — чорних або афроамериканців - 2,8 % — азіатів - 0,8 % — корінних американців - 2,9 % — осіб інших рас |

До двох чи більше рас належало 2,4 %. Частка іспаномовних становила 12,6 % від усіх жителів.
За віковим діапазоном населення розподілялося таким чином: 22,6 % — особи молодші 18 років, 62,6 % — особи у віці 18—64 років, 14,8 % — особи у віці 65 років та старші. Медіана віку мешканця становила 41,6 року. На 100 осіб жіночої статі у переписній місцевості припадало 99,2 чоловіків;  на 100 жінок у віці від 18 років та старших — 96,5 чоловіків також старших 18 років.
Середній дохід на одне домашнє господарство  становив 58 272 долари США (медіана — 44 659), а середній дохід на одну сім'ю — 62 938 доларів (медіана — 53 992). За межею бідності перебувало 14,1 % осіб, у тому числі 17,0 % дітей у віці до 18 років та 9,4 % осіб у віці 65 років та старших.
Цивільне працевлаштоване населення становило 1025 осіб. Основні галузі зайнятості: освіта, охорона здоров'я та соціальна допомога — 23,0 %, будівництво — 18,2 %, роздрібна торгівля — 18,1 %.